# St-Denys-du-Saint-Sacrement (Paris)

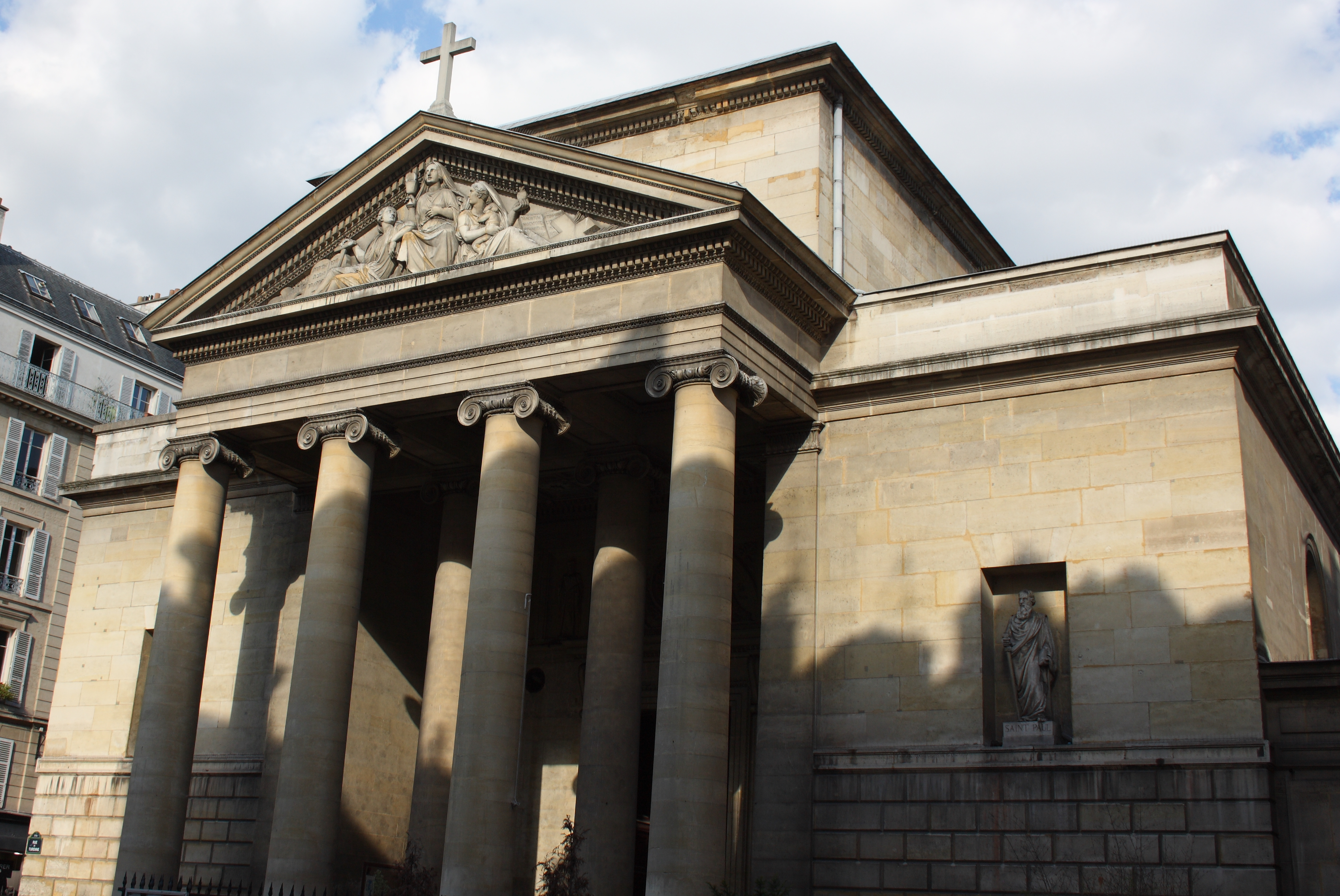
Saint-Denys-du-Saint-Sacrement

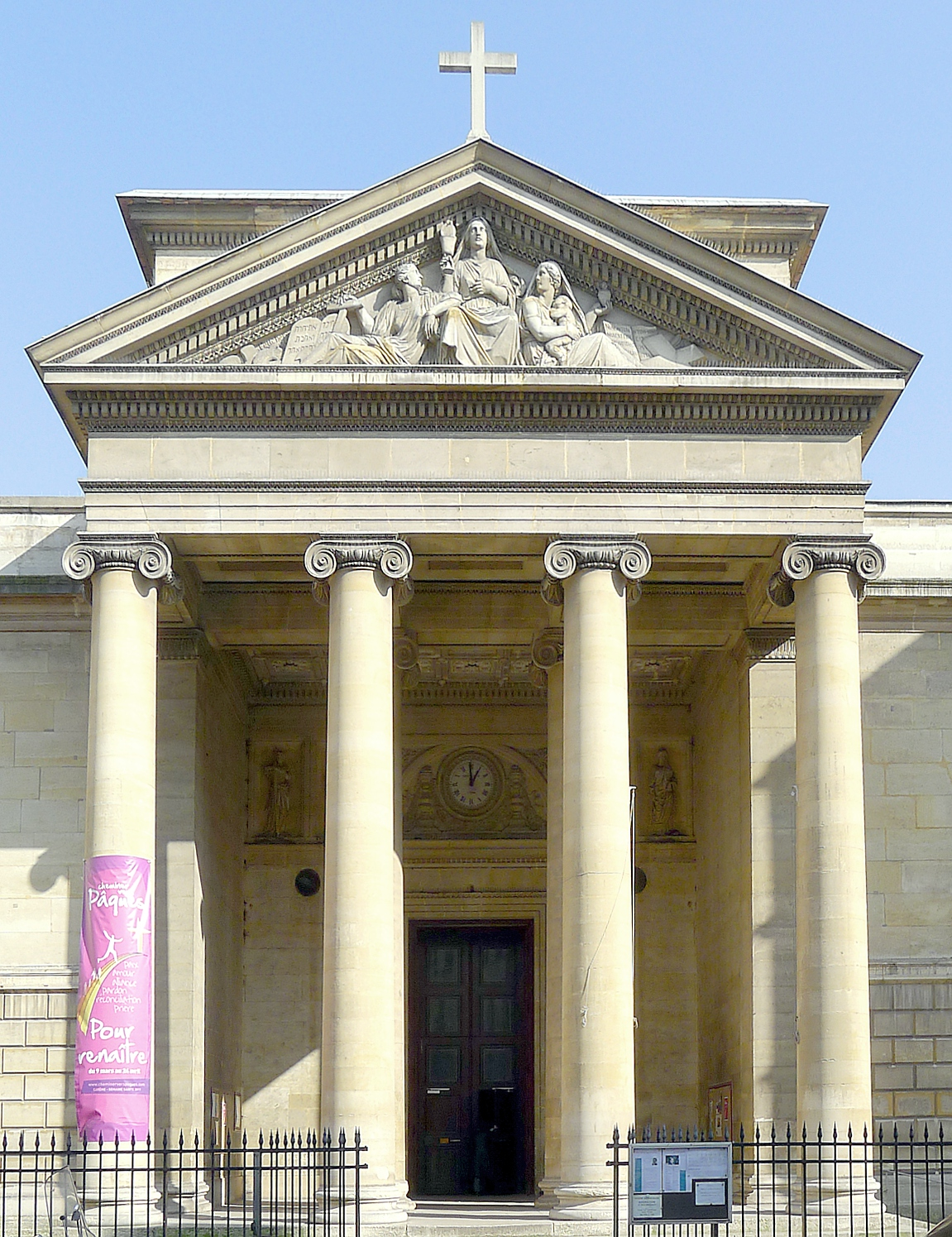
Portal

Die katholische Pfarrkirche Saint-Denys-du-Saint-Sacrement wurde in den Jahren 1826 bis 1835 von dem Architekten Étienne-Hippolyte Godde (1781–1869) im Stil des Klassizismus errichtet. Sie steht in der Rue de Turenne Nr. 68 im 3. Arrondissement von Paris. Die nächste Metrostation ist Saint-Sébastien – Froissart der Linie 8.

## Geschichte
Die Kirche wurde an der Stelle einer Kapelle errichtet, die ehemals zu einem Kloster der Benediktinerinnen vom Heiligsten Sakrament gehörte, das während der Französischen Revolution aufgelöst wurde. 1823 erwarb die Stadt Paris das Gelände und ließ die Klostergebäude abreißen. Mit dem Bau der neuen Kirche beauftragte sie den Architekten Étienne-Hippolyte Godde, der auch die Pläne für die Kirchen Notre-Dame-de-Bonne-Nouvelle im 2. Arrondissement und Saint-Pierre-du-Gros-Caillou im 7. Arrondissement entworfen hatte. 1835 wurde die Kirche eingeweiht. Sie erhielt das Patrozinium des hl. Dionysius, des Märtyrers und ersten Bischofs von Paris, und des Heiligsten Sakramentes zum Gedenken an das frühere Benediktinerinnenkloster.

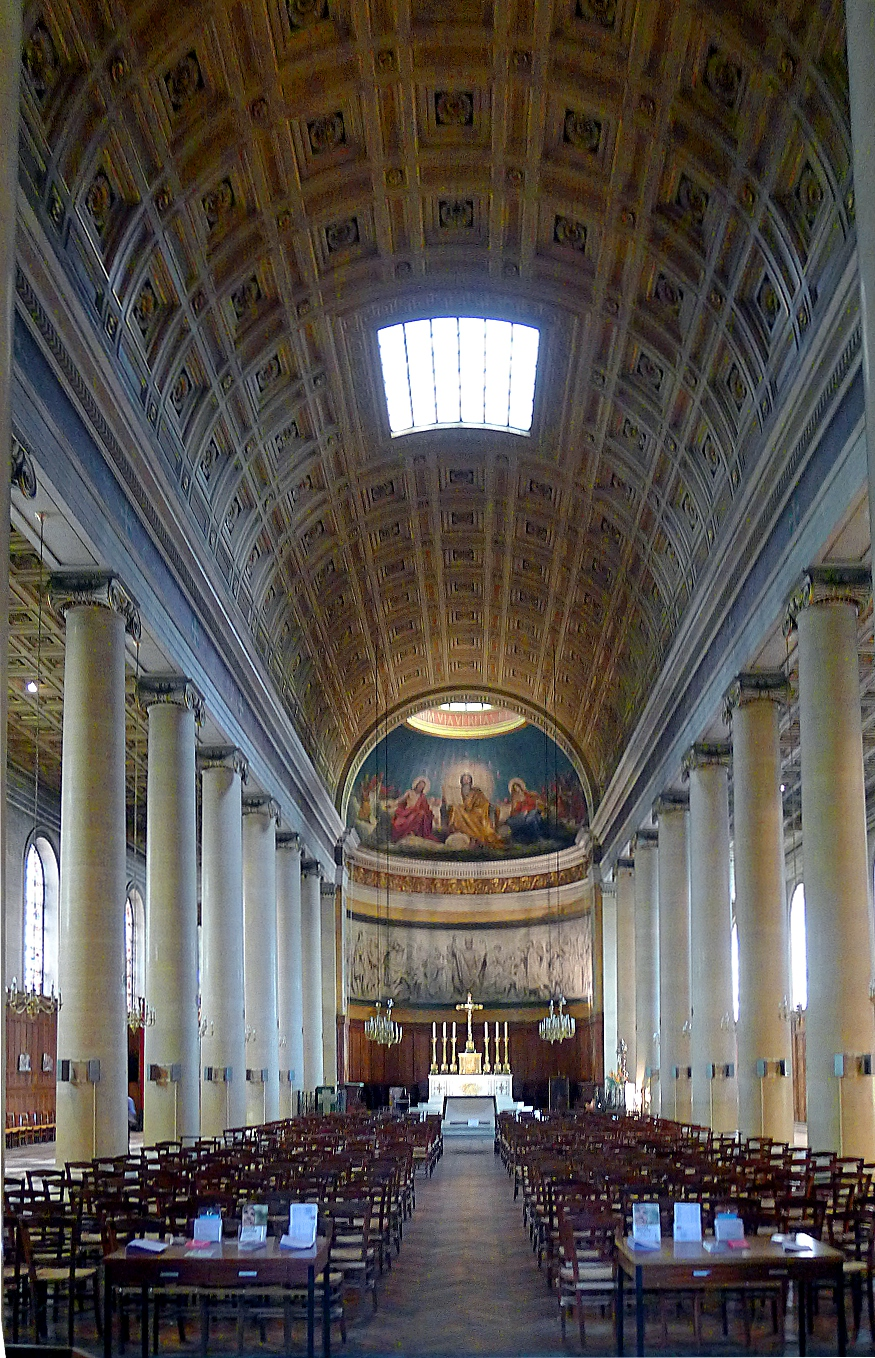
Innenraum

## Architektur

### Außenbau
Die Portalfassade der Kirche ist als Peristyl gestaltet. Sechs ionische Säulen tragen einen Architrav, der von einem Dreiecksgiebel bekrönt wird. Die Figuren des Tympanons, 1845 von Jean-Jacques Feuchère (1807–1852) geschaffen, stellen die drei göttlichen Tugenden Glaube, Liebe, Hoffnung dar. Die Reliefs über dem Portal stammen von Noémie Constant (1832–1888) und versinnbildlichen die Kardinaltugenden Tapferkeit, Gerechtigkeit, Klugheit und Mäßigung.

### Innenraum
Die Kirche ist dem Schema einer frühchristlichen Basilika entsprechend angelegt. Das Langhaus ist dreischiffig und in neun Joche gegliedert. Zwei Säulenreihen mit ionischen Kapitellen tragen das mit Kassetten verzierte und von Oberlichtern durchbrochene Tonnengewölbe des Hauptschiffs und grenzen es von den beiden Seitenschiffen ab. Letztere sind mit flachen Kassettendecken gedeckt. Der Chor ist halbrund geschlossen und von einer Halbkuppel mit Oberlicht überwölbt. Eine Grisaillemalerei von Alexandre-Denis Abel de Pujol (1787–1861) mit der Darstellung des hl. Dionysius, der in Gallien predigt, bedeckt fast die gesamte Apsiswand. Von Abel de Pujol stammt auch das Deckengemälde, das Gottvater, Jesus und Maria gewidmet ist.

## Orgeln
Die Kirche besitzt zwei Orgeln aus dem 19. Jahrhundert:
- Die Hauptorgel ist ein Werk des Orgelbauers Louis Callinet aus dem Jahr 1839. Sie wurde 1866 von Aristide Cavaillé-Coll erweitert und 1870 von Joseph Gutschenritter (1970) restauriert. Das Instrument hat 38 Register auf drei Manualen und Pedal. Die Trakturen sind elektrisch.[1]

- Die Chororgel wurde 1867 von Aristide Cavaillé-Coll erbaut. Das Instrument hat 12 Register auf zwei Manualen und Pedal. Die Trakturen sind mechanisch.[2]

| I Grand Orgue C–g3 |             |     |
| 1.                 | Quintaton   | 16′ |
| 2.                 | Montre      | 16′ |
| 3.                 | Montre      | 8′  |
| 4.                 | Bourdon     | 8′  |
| 5.                 | Flûte       | 8′  |
| 6.                 | Prestant    | 4′  |
| 7.                 | Plein-jeu V |     |
| 8.                 | Cornet V    | 8′  |
| 9.                 | Bombarde    | 16′ |
| 10.                | Trompette   | 8′  |
| 11.                | Clairon     | 4′  |

| II Positif C–g3 |            |        |
| 12.             | Salicional | 8′     |
| 13.             | Bourdon    | 8′     |
| 14.             | Flûte      | 8′     |
| 15.             | Flûte      | 4′     |
| 16.             | Nasard     | 2 ⁄3′  |
| 17.             | Doublette  | 2′     |
| 18.             | Tierce     | 1 3⁄5′ |
| 19.             | Cymbale II |        |
| 20.             | Cromorne   | 8′     |
| 21.             | Trompette  | 8′     |

| III Récit expressif C–g3 |                 |       |
| 22.                      | Gambe           | 8′    |
| 23.                      | Voix céleste    | 8′    |
| 24.                      | Bourdon         | 8′    |
| 25.                      | Flûte           | 4′    |
| 26.                      | Octavin         | 2′    |
| 27.                      | Sesquialtera II | 2 ⁄3′ |
| 28.                      | Plein-jeu III   |       |
| 29.                      | Trompette       | 8′    |
| 30.                      | Basson-hautbois | 8′    |
| 31.                      | Voix humaine    | 8′    |
|                          | Tremblant       |       |

| Pedal C–f1 |           |     |
| 32.        | Soubasse  | 16′ |
| 33.        | Flûte     | 8′  |
| 34.        | Bourdon   | 8′  |
| 35.        | Prestant  | 4′  |
| 36.        | Bombarde  | 16′ |
| 37.        | Trompette | 8′  |
| 38.        | Clairon   | 4′  |

- Koppeln
  - Normalkoppeln: II/I, III/I, III/II, I/P, II/P, III/P
  - Suboktavkoppeln: III/II
  - Superoktavkoppeln: I/I, II/II, III/II, III/III

| I Grand Orgue C–g3 |                  |     |
| 1.                 | Bourdon          | 16′ |
| 2.                 | Montre           | 8′  |
| 3.                 | Flûte harmonique | 8′  |
| 4.                 | Prestant         | 4′  |

| II Récit expressif C–g3 |                      |    |
| 5.                      | Viole de gambe       | 8′ |
| 6.                      | Voix céleste         | 8′ |
| 7.                      | Flûte octaviante     | 4′ |
| 8.                      | Plein-jeu harmonique |    |
| 9.                      | Trompette            | 8′ |
| 10.                     | Basson-hautbois      | 8′ |
|                         | Tremblant            |    |

| Pédale C–f1 |          |     |
| 11.         | Soubasse | 16′ |
| 12.         | Bourdon  | 8′  |

- Koppeln: II/I, I/P, II/P

## Ausstattung
In der Genoveva-Kapelle hängt ein Wandgemälde aus dem Jahr 1844 von Eugène Delacroix (1798–1863) mit der Darstellung einer Pietà (oder Kreuzabnahme).